# Abbaye Saulve de Valenciennes
Abbaye Saulve de Valenciennes était une abbaye de l'Ordre de Saint-Benoît, fondée au IXe siècle dans le Diocèse de Cambrai, sur les lieux du martyre de saint Saulve.

## Historique

### Fondation
La fondation de l'Abbaye est attribuée soit à Charles Martel soit à Charlemagne
L'abbaye s'appela également San Salvius Fanomartensis juxta Valentiana ou San Salvii Abatia ou Brenna
,
L'origine du nom est controversée ainsi que les dates:
certains se réfèrent à Salve († vers 768), Salve d'Angoulême, ou Sauve, Saulve, Salvius, originaire d'Auvergne et évêque d'Angoulême, et de son disciple Exupery, ou Super ou Supérieur ou Supery, tous deux martyrs  assassinés (vers 771) près de Valenciennes

et enterrés secrètement à Beuvrages,, en Hainaut.
, d'autre à Salvius d'Albi ou Sauve d'Amiens, évêque; décédé le 18 octobre vers 615 ce qui parait assez improbable compte tenu de l'époque VIe ou VIIe siècle,.
Le martyre de Salvius et de son disciple Exupery a eu lieu sous les ordres de Winegard, fils du seigneur, et fut exécuté par Wineaigre (ou Winegaire), son serviteur (vers 771).
Certains auteurs évoquent la légende du Taureau défendant l’accès au lieu du martyre de Salvius, saint protecteur des animaux, au trou miraculeux de Saint-Saulve ou à Beuvrages,,.
Le trou de Saint-Saulve donna le prétexte a une fête locale de la mi-caréme, proverbialement : Allons à Saint-Saulve, mette l'pied au trau
.
L'abbaye fut fondée sur les rives de l'Escaut. Saint-Salvius est fêté le 26 juin
,.

### L'abbaye au Moyen Âge
L'abbaye est citée dans le Traité de Meerssen en 870 qui règle la division de l'empire de Lothaire Ier entre ses trois fils.
En 1103, l'abbaye devint un prieuré clunisien qui affirma son rôle dans le courant du XIIe siècle.
Un titre de 1163 mentionne une donation de quatre mencauds de blé sur les censes de Somain, Rieux, Capelle, Futois ainsi qu'un cartulaire précisant des rentes sur Vendegies-sur-Ecaillon, Gommegnies et Tournai.
Au XVe siècle l'abbaye déclina pour ne plus avoir qu'un seul chanoine. Dépité de voir les biens de l'abbaye transférés aux religieux, il brûla tous les papiers et pancartes de l'Abbaye.

### Époque moderne
Le prieuré clunisien de Saint-Saulve fut érigé en abbaye au XVIIIe siècle. L'abbaye fut supprimée en 1790 et déclarée Bien national.
Aux Archives Départementales du Nord se trouve, sous la cote 1Q650, le procès-verbal de l’inventaire de l’abbaye de Saint-Saulve, effectué les 5 et 6 juillet 1791 par Claude Emmanuel Joseph Delbauve et Joseph Desespringalle, sur l’ordre du Directoire du District de Valenciennes.

## Personnalités liées à l'abbaye
- Jean Bernier ou Jehan Bernier, magistrat, prévôt de Valenciennes et Grand Bailli du Comté de Hainaut mort en 1341 et enterré en l'Abbaye[18].